# Bembidion corticarium
Bembidion corticarium är en skalbaggsart som först beskrevs av Sharp 1903.  Bembidion corticarium ingår i släktet Bembidion och familjen jordlöpare. Inga underarter finns listade i Catalogue of Life.